# Schloss Lodersleben

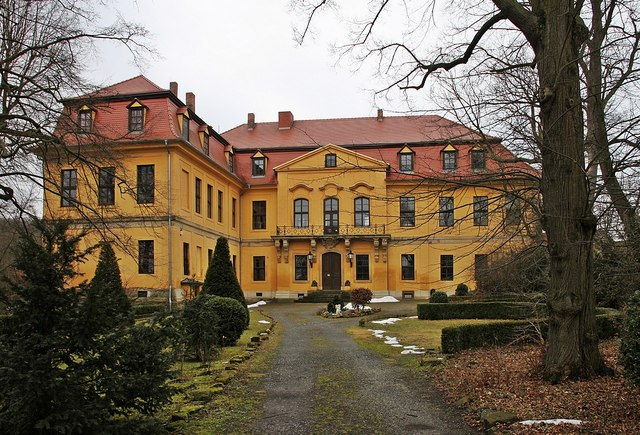
Schloss Lodersleben von der Gartenseite her

Das Schloss Lodersleben ist ein denkmalgeschütztes Bauwerk in Lodersleben, einem Ortsteil der Stadt Querfurt im Saalekreis in Sachsen-Anhalt. Im örtlichen Denkmalverzeichnis ist das Schloss unter der Erfassungsnummer 094 20970 als Baudenkmal verzeichnet.

## Allgemein
Das Bauwerk befindet sich mitten im Ort unter der Adresse Straße des Friedens. Der ebenfalls unter Denkmalschutz stehende Park befindet sich südlich des Schlosses und ist durch die Querne vom Schloss getrennt.

## Geschichte
Das Schloss Lodersleben wurde nach Entwürfen von David Schatz im Auftrag von Carl Ludolph von Danckelmann gegen Mitte des 18. Jahrhunderts erbaut. 1870 wurde das Schloss umgebaut. Die zum Schloss gehörende Parkanlage entstand gegen Ende des 18. Jahrhunderts bzw. Anfang des 19. Jahrhunderts. Einige Jahre lebte Leopold von Ranke in dem Schloss. Im Zuge der Bodenreform in der Sowjetischen Besatzungszone im Jahr 1945 wurde die Familie von Schulenburg enteignet. Nach 1945 wurde das Schloss als Flüchtlingsunterkunft und im Anschluss bis in die 1970er Jahre als Schule genutzt. 1990 und 1997 wurde das Bauwerk saniert und  wird heute als Pension betrieben.

## Beschreibung
Beim Schloss handelt es sich um ein zweigeschossiges Barockbauwerk mit Mansardwalmdach. Auf der Hofseite wurde ein anschließender Seitenflügel in gleichen Formen erbaut. Die westliche Hauptfassade verfügt über einen übergiebelten Portalrisalit mit Balkon. Die Gartenseite verfügt ebenfalls über einen übergiebelten Mittelrisalit mit Balkon auf ursprünglich offener Pfeilerhalle. Beim Mittelrisalit befindet sich ein Allianzwappen.
Innerhalb des Schlosses sind in einigen Räumen die Stuckdecken noch hervorragend erhalten geblieben.